# Maggie Woods
Maggie Woods (eigentlich Margaret Woods; * 9. Januar 1960) ist eine ehemalige kanadische Hochspringerin.
Bei den Commonwealth Games 1978 in Edmonton wurde sie Sechste.
1977 wurde sie Kanadische Meisterin. Ihre persönliche Bestleistung von 1,82 m stellte sie 1979 auf.